# Breutelia
Breutelia es un género de musgos hepáticas de la familia Bartramiaceae. Comprende 211 especies descritas y es estas, solo 117 aceptadas.

## Taxonomía
El género fue descrito por (Bruch & Schimp.) Schimp.  y publicado en Corollarium Bryologiae Europaeae 85. 1856.  La especie tipo es:  Bartramidula wilsonii Bruch & Schimp. 

## Algunas especies aceptadas
A continuación se brinda un listado de las especies del género Breutelia aceptadas hasta diciembre de 2014, ordenadas alfabéticamente. Para cada una se indica el nombre binomial seguido del autor, abreviado según las convenciones y usos.	
- Breutelia aciphylla (Wilson) A. Jaeger
- Breutelia affinis (Hook.) Mitt.
- Breutelia afroscoparia (Müll. Hal.) Paris
- Breutelia anacolioides Herzog
- Breutelia angustiretis E.B. Bartram
- Breutelia arcuata (Sw.) Schimp.